# Губерман, Лео
Лео Губерман (англ. Leo Huberman, 17 октября 1903, Ньюарк, Нью-Джерси — 9 ноября 1968) — американский писатель-социалист. В 1949 он основал и участвовал в издании Monthly Review (вместе с Полом Суизи. Он был председателем департамента социальных наук в Новом Колледже Колумбийского университета, редактором по трудовым вопросам в газете PM. Автор популярных книг по истории «Земные блага человека» (Man’s Worldly Goods) и «Мы, люди» (We, The People).

## Биография
Младший из одиннадцати детей Джозефа и Фанни Крамерман-Губерман, он родился и вырос в Ньюарке, штат Нью-Джерси. Шестеро его братьев и сестёр умерли во младенчестве. С одиннадцати лет посещал школу (Newark State School), и помогал семье, работая на целлулоидной фабрике, помощником электрика и на почте. Закончив общую школу в 1926, Лео провёл два года в высшей школе Newark State Normal School, где получил диплом учителя и начал преподавать в начальных школах в возрасте 18 лет. До 1932 работал учителем в экспериментальной частной школе.
В 1925 женился на своей однокласснице (в высшей школе) — также учительнице Гертруде Хеллер (англ. Gertrude Heller). Во время медового месяца они автостопом проехали через всю страну от Нью-Джерси до Калифорнии и обратно.
Его первая книга We the People была опубликована в Лондоне, а автор получил место в Лондонской школе экономики. Позже он посещал Университет Нью-Йорка и в 1937 получил научную степень. С 1940 стал редактором и колумнистом в журнале U.S. Week. В 1949, совместно с Полом Суизи основал левый журнал Monthly Review, став его главным редактором.
Продолжал публиковаться в печати вплоть до своей смерти в 1968 году.